# Amphibienflugzeug

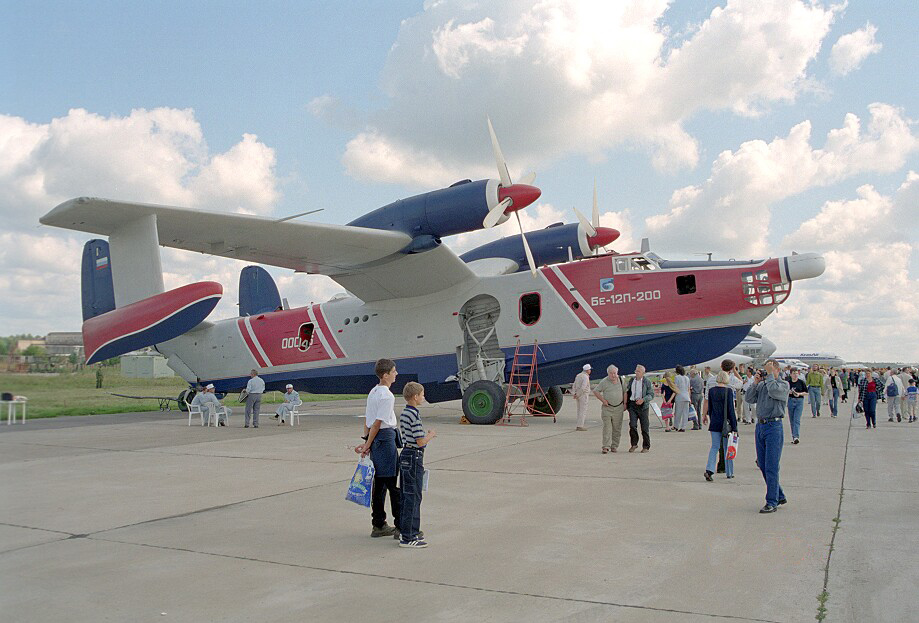
Russische Berijew Be-12

Ein Amphibienflugzeug ist ein Flugzeug, das sowohl vom Wasser als auch vom Land aus operieren kann. Dies wird erreicht durch die Verwendung von Schwimmern oder Bootskörpern für den Wassereinsatz, kombiniert mit einem einziehbaren Fahrwerk für den Betrieb an Land. Häufig können Amphibienflugzeuge die Räder auch im Wasser ausfahren und dann über eine Slipanlage an Land rollen.
Das weltgrößte Amphibienflugzeug ist die russische Berijew Be-42, die 1986 erstmals flog. Sie hat eine Spannweite von 42 Metern und erreicht mit zwei Strahltriebwerken eine Höchstgeschwindigkeit von 760 km/h.